# Eksplozja na moście Krymskim (2022)
Eksplozja na moście Krymskim – zdarzenie, do którego doszło 8 października 2022 na moście łączącym Krym z Półwyspem Tamańskim, podczas rosyjskiej inwazji na Ukrainę. Wybuch miał miejsce na drogowej części mostu, skutkując zawaleniem się przęseł jednej z jezdni. Zapaleniu uległo również siedem cystern kolejowych na sąsiedniej przeprawie.
Rosyjski Narodowy Komitet Antyterrorystyczny oświadczył, że do eksplozji doprowadził wybuch ciężarówki. Przewodniczący Rady Najwyższej Republiki Autonomicznej Krymu, Władimir Konstantinow oskarżył stronę ukraińską o odpowiedzialność za eksplozję. Strona ukraińska już wcześniej wspominała, że most może być celem ataku rakietowego.
Rosyjskie Ministerstwo Transportu poinformowało, że wieczorem w dniu eksplozji przywrócono na moście ruch kolejowy (pociągi pasażerskie i towarowe) i kołowy (wahadłowo, ograniczony wyłącznie do pojazdów lekkich, po jednej jezdni mostu).
Według władz rosyjskich ciężarówka wyjechała z Krasnodaru, a jej kierowcą miał być Mahir Jusubow, który przez dwa dni przed wydarzeniem nie kontaktował się z rodziną. Władze rosyjskie stwierdziły, że mężczyzna otrzymał zlecenie przewozu nawozów przez Internet.
Rosyjskie władze podały, że w eksplozji zginęły trzy osoby – kierowca ciężarówki, oraz mężczyzna i kobieta, znajdujący się w przejeżdżającym obok samochodzie osobowym.
Rozporządzenie rosyjskiego rządu przewidywało, że naprawa uszkodzeń, które powstały w wyniku wybuchu, zakończy się do 1 lipca 2023 r. Brytyjskie dane wywiadowcze wskazywały, że  naprawa mostu po tym wypadku potrwać musi dłużej i przywrócenie jego stanu do pełnej sprawności może nie udać się przed wrześniem 2023, co jednak okazało się oceną błędną, bowiem 23 lutego 2023 r. (dzień przed pierwszą rocznicą inwazji rosyjskiej na Ukrainę) wicepremier Federacji Rosyjskiej Marat Chusnullin poinformował, że „wszystkie pasy mostu są w pełni otwarte dla ruchu samochodowego” i że ruch drogowy został wznowiony „39 dni przed planowanym terminem”. Tego samego dnia jednak doniesiono, że na linii kolejowej na moście doszło do sabotażu (działania dywersyjnego), skutkującego czasowym wstrzymaniem ruchu kolejowego przez most.
Ukrposzta ogłosiła wydanie – w nakładzie 7 milionów sztuk – znaczka pocztowego upamiętniającego eksplozję na moście.

## Most Krymski
Budowa obecnego mostu Krymskiego została rozpoczęta po rosyjskiej aneksji Krymu w 2014 roku. Oficjalne otwarcie mostu miało miejsce 15 maja 2018 roku przez prezydenta Rosji Władimira Putina. Od początku swojego istnienia, obiekt pełnił ważną funkcję logistyczną i propagandową – znacząco ułatwiał przepływ osób i dóbr między Rosją a półwyspem, jednocześnie symbolizując kontrolę Rosji nad zaanektowanym terytorium.
Z początkiem rosyjskiej inwazji na Ukrainę most zaczął pełnić funkcję obiektu istotnego dla rosyjskich działań wojennych – do momentu zajęcia przez Rosję należących do Ukrainy terytoriów nad Morzem Azowskim, most Krymski był jedyną bezpośrednią drogą lądową na Krym dostępną dla wojsk rosyjskich.